# Patof chante 10 chansons pour tous les enfants du monde
Albums de Patof
Patof chez les cowboys
(1972) Patofville – Patof chante pour toi
(1973)
Singles
1. Patof Blou (enfants) / Patof Blou (adultes)
Sortie : Mai 1972
2. Patof le roi des clowns / Ballade pour un clown (Dis Patof?)
Sortie : Octobre 1972
3. Oh! Les enfants / On m'applaudit
Sortie : Mars 1973
4. Patofville / L'éléphant Tic-Tac
Sortie : Juin 1973
5. L'éléphant Tic-Tac (version mono) / L'éléphant Tic-Tac (version mono)
Sortie : Septembre 1973

Patof chante 10 chansons pour tous les enfants du monde est un album de chansons de Patof, commercialisé en 1973.
C'est le premier album de chansons de Patof et le septième de la série Patof (les six premiers étant des contes), il porte le numéro de catalogue PA 49306 (CT 38972/3).
Patof est un personnage de la populaire série télévisée québécoise pour enfants Le cirque du Capitaine, il est personnifié par Jacques Desrosiers.

## Composition
L'album comprend des chansons composées pour cet album, telles que Tous les enfants du monde, Chantons dansons, Le cirque de Russie, Je suis un clown et L'éléphant Tic-Tac, ainsi que cinq chansons déjà parues sur des 45 tours, dont Patof Blou (qui est une adaptation de Mamy Blue de Roger Whittaker).
Deux titres sont inspirés de chansons traditionnelles : Patof le roi des clowns (Turkey in the straw) et Oh! Les enfants (Oh! Susanna).
La version politique de Patof Blou parue sur la face B du simple PA 6012 n'est présente sur aucun album, tout comme les versions anglaises de Patof le roi des clowns (Patof the King of Clowns) et Ballade pour un clown (Dear Patof).
Cependant, en 2022, Les Disques Mérite ont publié la version politique de Patof Blou ainsi que de Patof the King of Clowns sous forme de fichiers numériques.

## Historique
En mai 1972, Jacques Desrosiers enregistre son premier simple, Patof Blou. Après un passage remarqué à la populaire émission Jeunesse, la chanson connaît un grand succès et se hisse au sommet des classements.  En septembre, Patof se voit décerner un disque d'or pour avoir vendu 100 000 exemplaires.  Un deuxième simple, composé de Patof le roi des clowns et Ballade pour un clown, sort en octobre 1972 et connaît le même succès.  En 1973, Jacques Desrosiers reçoit son deuxième disque d'or en carrière.  Il vise ensuite le marché anglophone et même la France avec le simple Patof The King of Clowns.
En mars 1973, la sortie du quatrième simple Oh! Les enfants et sa face B On m'applaudit connait un succès plus mitigé.  Pour le lancement de la série Patofville en juin 1973, un cinquième simple avec le thème de l'émission est publié (avec L'éléphant Tic-Tac en face B).  Une version mono de L'éléphant Tic-Tac avec un mixage différent fait ensuite l'objet d'un nouveau simple destiné aux DJ.

## Réception
L'album fait son entrée sur les palmarès de vente en mai 1973 sans spécification de la position atteinte.

## Titres
| 1. | Tous les enfants du monde          | Pierre Létourneau, Germain Gauthier                                  | 1:57 |
| 2. | Chantons dansons                   | François Bernard                                                     | 2:35 |
| 3. | Ballade pour un clown (Dis-Patof?) | R. Giuliano, Jacques Desrosiers, Jocelyne Berthiaume, Louis Parizeau | 2:48 |
| 4. | Le cirque de Russie                | Pierre Létourneau, Germain Gauthier                                  | 2:15 |
| 5. | Patof le roi des clowns            | D. Williams, Gilles Brown                                            | 2:04 |

| 6.  | Je suis un clown     | François Bernard                      | 2:58 |
| 7.  | L'éléphant Tic-Tac   | François Bernard                      | 1:50 |
| 8.  | Oh! Les enfants      | D. Williams, Gilles Brown             | 2:15 |
| 9.  | On m'applaudit       | N. Tallarico, Gilbert Chénier         | 2:30 |
| 10. | Patof Blou (enfants) | Hubert Giraud, Adapt. Gilbert Chénier | 3:02 |

## Crédits
- Arr. Orch. : Jacques Crevier
- Production : Yves Martin
- Promotion : Jean-Pierre Lecours
- Photos : Louis Beshara